# 何塞·桑切斯·古埃拉
何塞·桑切斯·古埃拉-马丁内斯（西班牙語：José Sánchez Guerra y Martínez，1859年6月28日—1935年1月26日) ，西班牙律师、记者、政治人物。阿方索十三世时代多次担任内阁大臣，两次担任西班牙国家银行行长。1922年担任首相。

## 早年生活
1859年6月28日出生于科尔多瓦，父亲是一名公证员。1877年在塞维利亚大学学习法律。两年后搬到马德里，进入马德里大学法律系。同年加入自由党机关报《伊比利亚报》编辑部工作。

## 进入政坛
1881年萨加斯塔赢得大选，组建内阁。萨加斯塔任命他担任首相官邸新闻局局长。1886年选举中当选国会科尔多瓦省卡夫拉市议员。在此后的六次大选中取得连任，直到1901年。
1901年退出自由党，加入保守党。他和安东尼奥·毛拉-蒙塔内尔建立了紧密的联系。此后以1保守党党员的身份继续参与国会科尔多瓦省卡夫拉市议员选举，一直连任到1923年。1902年12月被西尔维拉内阁任命为马德里省民事省长。1903年12月-1904年12月，在毛拉内阁中担任内政大臣。同时，1903年7月-12月，1907年1月-1908年9月两次担任西班牙国家银行行长。
1908年9月-1909年10月，在毛拉内阁中担任公共工程大臣。1913年10月-1915年12月，1917年6月-11月3日两次在达托内阁中担任内政大臣。1919年7月-1922年3月任众议院议长。

## 担任首相
1922年3月-12月担任首相，3月-7月兼任战争大臣。他的内阁中包含了加泰罗尼亚的保守主义自治联盟成员。任期内他恢复了由之前罗曼诺内斯伯爵内阁中止的宪法秩序。1922年11月，他的内阁通过皇家法令废除了国防委员会。12月，国会未能通过毕加索文件。他的内阁因此倒台。辞职后于1923年成为西班牙皇家道德与政治科学院院士。发表了文章《西班牙议会政权的危机：舆论与政党》。

## 军政府时期
1923年军事政变后，桑切斯·古埃拉坚决反对军政府。1927年9月流亡法国，担任反对派领导人。1929年试图潜回国内发动政变推翻军政府，但最终失败。随后被捕入狱。但在1929年10月25日的审判中，被审判长达马索·贝伦格尔将军宣判无罪。
1931年2月，达马索·贝伦格尔内阁倒台。国王阿方索十三世试图与他商讨组阁事宜，但被他拒绝。

## 第二共和国时期
在1931年6月的西班牙制宪会议选举中，他当选为共和派马德里省国会议员。然而，由于他的健康状况不佳，在1932年底离开了政治舞台。1935年1月26日于马德里逝世，享年75岁。